# Maps of the Ancient Sea Kings
Maps of the Ancient Sea Kings is een boek van Charles Hapgood waarin hij met behulp van oude kaarten zoals de Piri Reis-kaart zegt te kunnen aantonen dat er nog voor het einde van de laatste ijstijd een geavanceerde beschaving is geweest die kaarten van Antarctica en de Amerika's gemaakt heeft.
Deze beschaving lag niet noodzakelijkerwijs op Antarctica. Hapgood geloofde namelijk zelf dat deze beschaving gelegen was in de buurt van Venezuela. Zo'n 1600 km buiten de kust bevinden zich twee kleine eilandjes die bekendstaan als de Sint-Pieter-en-Sint-Paulusrotsen. Volgens Hapgood zouden deze eilandjes alles zijn wat nog over is van een verdwenen landmassa. De eilandjes zouden de toppen van bergen vormen die nu onder water liggen. 